# Siké Billé
Siké Billé est une sociologue, féministe camerounaise et militante des droits des femmes. Originaire de la région de la région du Littoral  elle est cofondatrice de l'Association de Lutte contre les Violences faites aux Femmes (ALVF),. Grâce à ses actions de militante, elle est une pionnière de la Lutte contre les Mariages Précoces et Forcés dans la Région de l’Extrême-Nord, au niveau national et international.

## Biographie
Siké Billé étudie la sociologie à l'Université de Paris VIII dans les années 1970. En cette période, ayant de ce en quoi consiste l'idéologie féministe, elle n'est toutefois pas convaincue de la pertinence de ce mouvement dans sa vie. Néanmoins, elle prend part à un parti d'opposition de gauche avec d'autres étudiants camerounais à travers le Mouvement de Libération de la Femme. Cette expérience déclenche par inadvertance son féminisme à cette époque,.
Siké Billé et deux autres camerounaises Esther Endalé et Ngobo Ekotto prennent part à la Journée internationale de la femme organisée à Paris en 1979. Après cet évènement, les trois femmes qui se sont rencontrées à Paris, à des milliers de kilomètres de leurs domiciles, se seraient promises qu'un jour, elles ramèneraient leur militantisme de défense des droits des femmes au Cameroun.
En 1991, rejointes par quatre autres femmes, Siké Billé, Esther Endalé et Ngobo Ekotto fondent l'Association de la lutte contre les violences faites aux femmes (ALVF), dans la capitale Yaoundé. Cette association vient ainsi remplacée le Collectif des femmes pour le renouveau une organisation qu'elles avaient précédemment créée et qui a été interdite par le gouvernement camerounais du fait de son orientations politiques. Les fondatrices ALVF qui militent désormais contre les violences faites aux femmes traitent des violences englobant les dimensions physiques, psychologiques, sexuelles, politiques, sociales et économiques des femmes.
En 1996, Siké Billé travaillant à la fonction publique, est affectée comme sociologue dans les projets d’hydraulique villageoise dans le grand Nord. Dès son arrivée, elle fait la rencontre de plusieurs femmes parmi lesquelles Aïssa Doumara qui avait été mariée par force dès l'adolescence et contrainte de quitter l'école avant d'y retourner plus tard. Avec cette dernière, Siké Billé qui souhaite implémenter une organisation féminine dans cette région où la violence liée au genre est très répandue et où les femmes n'ont pratiquement aucune connaissance de leur droit, fonde ALVF Maroua en mars de la même année,. Deux ans plus tard, les deux femmes ouvrent le premier Centre Vie de femmes de l’ALVF, qui est une structure d’acquisition des pouvoirs des femmes.
De son expérience au travers des activités de l'antenne ALVF Extrême-Nord, Siké Billé constate très vite que les femmes qui se présentent  aux portes d'ALVF ont pour point commun, un mariage précoce forcé et l'abandon par leur conjoint. Ces jeunes femmes sont ainsi livrées à elles-mêmes avec des enfants à leur charge. C'est pourquoi Siké Billé décide de se consacrer à l'éradication du mariage précoce forcé et à l'autonomisation des victimes de ces abus.
Dans le cadre de son activité de militante contre le mariage précoce, Siké Billé fait campagne dans tout le Cameroun et fait pression sur le gouvernement pour qu'il mette en place des stratégies de lutte contre le mariage des enfants. Selon elle, il est également important de mobiliser la communauté éducative, les victimes de mariages d'enfants et leurs parents pour qu'ils prennent position contre cette pratique. Elle dénonce de ce fait, la loi du Cameroun qui autorise les parents à marier une fille de 15 ans, alors que l’âge du mariage est fixé à 18 ans pour les garçons.
En 2001, l’ALVF Extrême Nord (ALVF-EN) qui possède déjà deux antennes, une à Maroua et une à Kousseri a aidé quelques jeunes filles qui fréquentent le Centre Vie de Femme à créer l’APAD. Devenue une organisation indépendante en 2009, l’APAD permet aux victimes d'abus de se soutenir mutuellement et promue l'autonomisation des victimes dans la région de l’Extrême-Nord.
Alors spécialiste en stratégies de lutte contre les mariages précoces et forcés, en 2002, Siké Billé est responsable du projet «Stratégies de lutte contre les mariages précoces et forcés» dans la région de l'Extrême-Nord. Elle est aussi l’auteure de plusieurs outils d’analyse de violence à savoir: L'arbre d’analyse des stratégies de lutte contre les mariages précoces et forcés, du Portrait d’une survivante de mariage précoce et forcé, ainsi que de La théorie de changement en matière de Lutte contre les Mariages Précoces et Forcés.
Siké Billé, directrice de l'ONG Girls Not Brides, est également cofondatrice du comité Inter-Africain antenne du Cameroun. Les travaux de cette organisation ont révélé que les mutilations génitales sont également pratiquées au Cameroun. Le rêve de Siké Billé est d’amener l’ALVF à implanter plusieurs centres d’acquisition de pouvoirs des femmes victimes de violences dans d'autres villes du Cameroun.